# 미할로우체

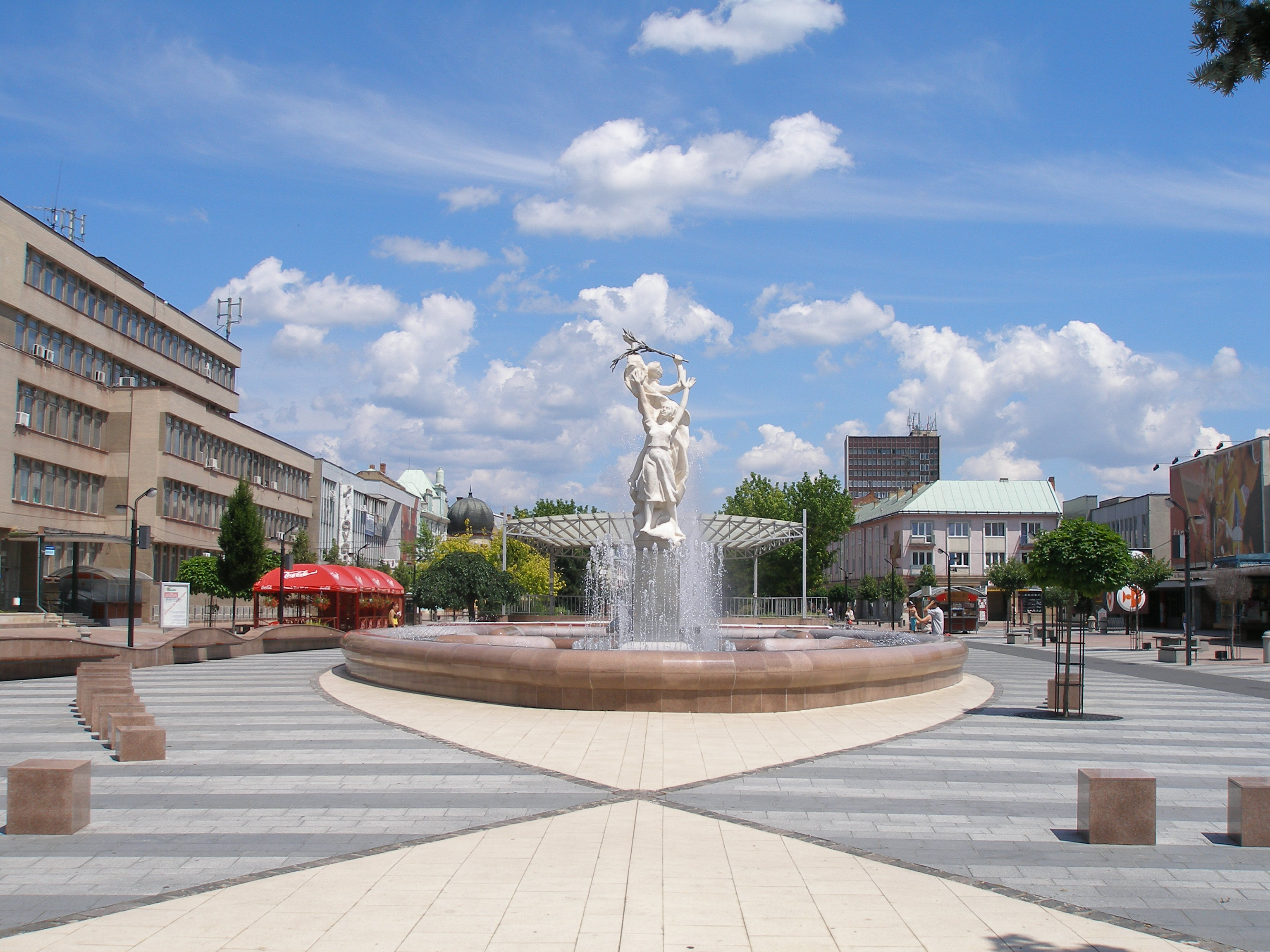
미할로우체

미할로우체(슬로바키아어: Michalovce, 독일어: Großmichel 그로스미헬[*], 헝가리어: Nagymihály 너지미하이[*])는 슬로바키아 동부 코시체 주에 위치한 도시로 면적은 52.807km2, 높이는 115m, 인구는 40,027명(2011년 기준), 인구 밀도는 758명/km2이다. 도시 이름은 대천사 미카엘에서 유래된 이름이다.